# داران، نپال
داران (به لاتین: Dharan) یک شهر در نپال است که در استان شماره ۱ واقع شده‌است. داران ۱۹۲٫۳۲ کیلومتر مربع مساحت و ۱۴۱٬۴۳۹ نفر جمعیت دارد.